# 고혈압
고혈압(高血壓, 영어: hypertension, high blood pressure)은 혈압이 정상 범위보다 높은 만성 질환을 말한다. 고혈압은 혈액이 혈관을 순환하는 데 심장이 더 많은 일을 하게 한다. 혈압은 맥박에서 수축기의 최고 혈압과 이완기의 최저 혈압의 두 측정치로 요약되는데, 휴식시 정상 혈압은 수축시 100~140mmHg에 이완시 60~90mmHg이고, 혈압이 지속적으로 140/90mmHg 이상일 때 고혈압이 있다고 말한다.
고혈압은 본태성 고혈압과 이차성 고혈압으로 구분된다. 약 90~95%의 경우 명확한 근본적인 의학적 원인이 없는 '본태성 고혈압'으로 분류된다. 나머지 5~10%의 경우(이차성 고혈압)는 신장, 동맥, 심장 또는 내분비계에 영향을 주는 다른 건강 상태에 기인한다.
고혈압은 뇌졸중, 심근 경색(심장마비), 심부전, 혈관 동맥류(예를 들면 대동맥류), 하지동맥류 등의 주요 위험 인자이며, 만성 신부전의 원인이 되기도 한다. 동맥 혈압이 약간만 높더라도 기대 수명 단축에 연관될 수 있다. 저염식 등 식이요법과 생활 방식의 변화로 혈압 조절 능력을 향상시켜 사망 위험을 줄일 수 있으며, 이러한 방식이 효과적이지 않거나 충분하지 않은 사람들의 경우 종종 약물 치료가 필요하다.
비만, 고지혈증, 당뇨병과 고혈압이 더해지는 현상을 "대사 증후군", "인슐린 저항성 증후군" 등으로 부른다.
8차 JNC는 60세 이상 연령층의 고혈압 기준을 종전의 140/90에서 150/90으로 완화했다. 지난 30년 동안 발표된 고혈압 관련 임상시험 결과를 종합분석한 결과이다.
최근의 연구는 혈압이 낮을수록 좋다는 혈압전문가들의 생각을 뒷받침하지 못한다고 한다. 수전 오파릴 8차 JNC공동위원장은 최근 일본에서 발표된 2건의 연구보고서에서 노인의 경우 최고혈압을 140이하로 낮춘 사람이나 140-160 사이로 낮춘 사람이나 건강 개선 효과에 별 차이가 없는 것으로 나타났다고 했다.

## 징후 및 증상
고혈압은 거의 증상을 동반하지 않으며, 종종 검진을 통하여, 또는 다른 문제로 건강관리를 모색하면서 확인된다. 고혈압이 있는 일부 사람들은 어지러움, 현기증, 귀울림, 시력 저하 또는 실신에 더하여 두통(특히 아침에 머리 뒷 부분)을 말하기도 한다. 어쨌거나, 이러한 증상들은 고혈압 자체보다는 연관된 불안감에 관련되었을 가능성이 크다.
신체검사에서, 검안경 검사로 눈 뒷쪽의 안구 기저부에서 고혈압망막병증이 발견되는 것을 근거로 고혈압을 의심할 수 있다. 전통적으로 고혈압망막병증의 변화는 1~4등급으로 나뉘어 있는데, 가벼운 증상은 구별하기 어렵다. 검안경 검사의 발견은 또한 고혈압이 얼마나 오래되었는지 어느 정도 알려줄 수 있다.

### 이차성 고혈압
추가적인 일부 증상은 이차성 고혈압이 있음을 시사하는데, 여기에서 이차성 고혈압은 신장병이나 내분비성 질환과 같은 알아볼 수 있는 원인에 의한 고혈압을 말한다. 예를 들면, 중심성 비만, 포도당불내성, 달덩이얼굴, 물소혹변형과 자주색 선은 쿠싱 증후군이 있음을 시사한다. 갑상샘 질환과 말단비대증 또한 고혈압을 유발하여 특유의 증상과 징후를 보일 수 있다. 비정상적인 잡음은 신동맥협착의 지표가 될 수 있다. 반면, 하지의 혈압 감소, 그리고/또는 넙다리 동맥 맥박이 지연되어가나 없다면 대동맥 협착을 나타내는 것일 수 있다. 두통, 두근거림, 창백, 발한을 동반한 불안정 또는 발작성 고혈압은 크롬친화세포종을 의심하게 한다. 내성 고혈압(resistant hypertension)의 일부는 자율 신경계가 만성적으로 활발한 것이 원인인 것으로 보이는데, 이는 '신경성 고혈압'으로 알려져 있다.

### 고혈압위기
극심하게 높은 혈압(수축기 180 또는 이완기 110 이상 - 때에 따라서는 악성 또는 가속성 고혈압이라 한다.)을 '고혈압위기'라 하는데, 이러한 수준을 초과하는 혈압은 합병증의 위험성이 큰 것으로 알려져 있기 때문이다. 이러한 범위의 혈압이 있는 사람들은 증상이 없을 수 있지만, 일반인들보다 두통(22%의 경우)이나 어지러움을 호소할 수 있다. 고혈압위기에 동반되는 다른 증상으로는 시각적 열화 또는 심부전에 의한 숨참, 신장부전증에 의한 불안감의 일반적인 느낌 등이 포함된다. 고혈압위기가 있는 사람들의 대부분은 혈압이 높은 것으로 알려져 있으나, 추가적인 원인으로 급작스러운 혈압 상승이 야기될 수 있다.
‘악성 고혈압(malignant hypertension)’은 심하게 상승한 혈압에 의해 하나 또는 그 이상의 장기가 직접적인 손상을 입은 증거가 있을 때에 진단된다. 여기에는 뇌가 붓고 기능 장애를 일으켜 일어나고 두통과 졸림이 특징인 고혈압뇌병증이 포함될 수 있다. 망막 부종 또는 안저 출혈과 삼출물은 표적장기 손상의 또 다른 징후이다. 흉통 또한 (심근경색으로 진행될 수 있는) 관상동맥증후군이나 대동맥의 내벽이 찢어지는 대동맥박리를 나타내는 것일 수 있다. 호흡곤란, 기침, 피가 섞인 가래 배출은 심장의 좌심실이 폐로부터의 피를 동맥계로 충분히 보내지 못하는 좌심실부전으로 폐 조직이 붓는 폐부종의 특징적 징후이다. 신장 기능이 급격히 저하되는 급성 신부전과, 혈구가 파괴되는 미세혈관병증용혈빈혈이 일어날 수 있다. 이러한 상황에서는, 계속 진행 중인 장기 손상을 막기 위해 혈압을 빠르게 낮추어야 한다. 반면에 표적장기 손상의 증거가 없는 경우 혈압을 급히 낮추어야 한다는 증거는 없으며, 지나치게 적극적으로 혈압을 낮추는 것이 위험이 없지는 않다. 고혈압위기에서는 경구용 약을 사용하여 24시간에서 48시간에 걸쳐 서서히 혈압을 낮추는 방식이 지지를 받는다.

### 임신성
임신의 약 8~10%에서 고혈압이 발생한다. 6시간 간격을 두고 두 차례 혈압을 측정하여 140/90mm Hg를 넘는 것으로 임신 중 고혈압을 진단한다. 임신 중 고혈압인 대부분의 여성들은 이전부터 존재하던 원발성고혈압을 가지고 있지만, 임신 중 높은 혈압은 임신기의 후반부와 산욕의 심각한 건강 상태인 자간전증의 징후일 수 있다. 자간전증은 혈압의 증가와 단백뇨가 특징이다. 이는 임신의 약 5%에서 발생하며, 전 세계의 모든 산모 사망의 약 16%의 원인이 된다. 자간전증은 또한 출산전후사망의 위험을 두 배로 늘린다. 대부분 자간전증은 증상이 없으나, 정기적 선별테스트로 알아낼 수 있다. 자간전증의 증상으로서 가장 흔히 일어나는 것은 두통, 시각 장애(종종 ‘광시증’), 구토, 명치 통증, 부종이기 때문이다. 자간전증은 생명을 위협하는 자간증으로 가끔 발전될 수 있는데, 자간증은 고혈압성긴급증이며, 실명, 대뇌 부종, 간대성 간질성 발작 또는 경련, 콩팥기능부전, 폐부종, 파종 혈관내 응고(혈액이 응고되는 병)를 포함하는 여러 심각한 합병증이 있다.

### 영유아와 어린이
성장 장애, 발작, 과민성, 졸음증, 호흡 곤란이 신생아와 영유아의 고혈압에 관련될 수 있다. 그보다 나이가 많은 유아와 어린이에서 고혈압은 두통, 이유 없는 과민성, 피로감, 성장 장애, 흐린 시력, 코피, 벨 마비를 유발할 수 있다.

### 반려견과 반려묘의 고혈압
개와 고양이도 물론 고혈압에 걸릴 수 있다. 보통 고양이 같은 경우 나이가 들면 노쇠한 상태가 되기 때문에, 동공이 벌어지는 증상이 나타나는 것 외에도 비만, 스트레스 등이 고양이에게 고혈압을 일으키는 원인이 될 수 있으며, 시력을 잃어버리게 되는 증상 역시 생길 수도 있다. 개의 경우 견종마다 다르나 애완견 쪽에서는 요크셔 테리어나 미니어처 슈나우저, 아프간 하운드가 고혈압에 매우 취약한 것으로 나와 있다.

## 고혈압의 합병증
고혈압이 지속되면 동맥 경화의 원인이 될 수 있다. 고혈압에 따라 생기는 동맥 경화의 결과, 아래의 합병증이 일어난다.
- 뇌졸중
- 허혈성 심질환
- 신장 및 망막 장애: 악성 고혈압은 신장과 망막에 있는 세동맥벽(arteriolar walls)을 빠르게 경화 또는 손상시켜 세포사(cell death)를 유발한다.

## 원인
고혈압의 원인은 분명하지 않지만, 원발성 고혈압과 호르몬 이상 등에 따라 생기는 2차성 고혈압으로 분류되어 있다. 선천성 고혈압의 원인은 부모로부터 이어진 유전적 요소로 인해 성장하면서 나이가 들면서 스트레스, 식사 등의 여러 환경 요인에 따라 고혈압이 일어난다고 추정된다. 유전적인 경우, 부모의 한 쪽, 또는 모두 고혈압인 경우 발생하기 쉽다. 환경적으로는 염분을 너무 많이 섭취할 때 일어날 가능성이 있다.

### 원발성 고혈압
원발성 고혈압은 고혈압의 가장 흔한 유형으로, 전체 고혈압의 90~95%를 차지한다. 거의 모든 현대 사회에서 고혈압은 노화와 함께 상승하며, 만년에 고혈압이 될 위험이 크다. 고혈압은 유전적 요소와 환경적 요소의 복잡한 상호작용이 그 원인이다. 혈압에 작은 영향을 주는 여러 흔한 유전 변종이 확인되었으며, 고혈압에 큰 영향을 주는 희귀한 유전 변종도 확인되었다. 하지만, 고혈압의 유전적 근거는 아직 충분히 밝혀지지 않았다.
여러 환경적 요인이 혈압에 영향을 준다. 혈압을 낮춰 주는 생활 방식으로는 감소된 소금 섭취, 과일과 저지방 제품의 소비 증가(고혈압증을 막는 식이성 접근법, Dietary Approaches to Stop Hypertension, DASH 다이어트), 운동, 체중 감량, 알콜 섭취 감소 등이 있다.
스트레스는 작은 역할을 하는 것으로 보이지만, 특정 이완 기법은 입증되지 않았다. 영향을 줄 수 있는 가능한 다른 인자로 카페인 소비, 비타민 D 부족 이 있으나, 더욱 명확하지 않다. 당뇨병의 흔한 증상이며 스테로이드대사결함(또는 대사증후군)의 한 요소인 인슐린내성 또한 고혈압의 원인이 되는 것으로 생각된다. 최근의 연구에서는 어린 시절의 일(예를 들면, 저체중출생, 산모의 흡연, 모유수유의 부족)이 성인의 본태성 고혈압의 위험 요소에 관계되었음을 시사하지만, 이들을 연결하는 기제는 아직 잘 알려져 있지 않다.

### 이차성 고혈압
이차성 고혈압은 인식 가능한 원인으로부터 비롯된다. 신장질환이 가장 흔한 고혈압의 2차 원인이다. 고혈압은 또한 쿠싱 증후군, 갑상선 기능 항진증, 갑상선 기능 저하증, 말단비대증, 콘증후군, 고(高)알도스테론증, 부(副)갑상선 기능 항진증, 크롬친화세포종과 같은 내분비 상태에 기인하기도 한다. 다른 이차성 고혈압의 원인으로는 당뇨병, 수면무호흡, 임신, 대동맥축착, 감초나 스테로이드 성분의 약물, 불법 마약이 포함된다.

## 병리 생리학

동맥압에 영향을 주는 요인

대부분의 본태성 고혈압이 있는 사람들에서, 심장박출량이 정상인 데 반하여 혈류 저항(총말초저항)이 증가된 것이 높은 혈압의 이유가 된다. 일부 고혈압 전 단계 또는 경계고혈압의 청소년들에서 심박출량이 높다는 증거가 있는데, 이는 심박동수는 증가되고 말초저항단위는 정상인 경우로, ‘hyperkinetic borderline hypertension(운동과다 경계성 고혈압증)’이라고 한다. 이러한 개인들은 나이가 들어가면서 심박출량이 떨어지고 말초저항이 증가하여 만년에는 확립된 본태성 고혈압의 전형적인 특징이 생긴다. 이러한 양상이 궁극적으로 고혈압이 발생하는 모든 사람의 특징인지의 여부는 논란이 되고 있다. 확립된 고혈압에서의 말초저항의 증가는 주로 작은 동맥과 세동맥이 구조적으로 좁아지는 것에 기인하며, 모세혈관의 수나 밀도가 줄어드는 것 또한 이유가 된다. 고혈압은 또한 말초 정맥 탄성의 감소와도 관련되어 있는데, 이는 복귀정맥혈을 증가시킬 수 있고, 심장의 예비하중을 증가시킬 수 있으며, 궁극적으로는 확장기 기능장애를 일으킬 수 있다. 왕성한 혈관수축의 증가가 확립된 본태성 고혈압에 영향을 주는지의 여부는 명확하지 않다.
노인의 맥박압(수축기와 확장기의 차이)은 종종 증가된다. 수축기 압력이 비정상적으로 높지만, 확장기 압력은 정상이거나 낮을 수 있는데, 이러한 상태를 단독 수축기 고혈압(isolated systolic hypertension)이라고 한다. 고혈압 또는 단독 수축기 고혈압이 있는 노인의 높은 맥박압은 동맥 강직(arterial stiffness)의 증가로 설명할 수 있는데, 이는 일반적으로 노화를 동반하며, 높은 혈압으로 악화될 수 있다.
여러 기제가 고혈압에서 말초 저항이 증가하는 이유로 제안되었다. 대부분의 증거들은 신장 염(renal salt)과 물 처리의 방해(특히 신장내 레닌안지오텐신체계의 이상) 그리고/또는 교감신경계의 이상을 시사한다. 이러한 기제들은 상호 배타적이지 않으며, 둘 다 어느 정도 대부분의 본태성 고혈압에 영향을 줄 개연성이 있다. 또한, 내피기능이상(endothelial dysfunction)과 혈관 염증이 고혈압의 말초 저항과 혈관 손상 증가의 원인이 될 수 있음이 제시되어 왔다.

## 진단
| 계통                                                  | 검사                                                                                   |
| ----------------------------------------------------- | -------------------------------------------------------------------------------------- |
| 비뇨계                                                | 요검사, 단백뇨, 혈액요소질소(BUN) 그리고/또는 크레아티닌                               |
| 내분비계                                              | 혈청 나트륨, 칼륨, 칼슘, 갑상샘자극호르몬(TSH)                                         |
| 신진대사                                              | 혈당검사, 고밀도지질단백질(HDL), 저밀도지질단백질(LDL), 총콜레스테롤, 트리글리세라이드 |
| 기타                                                  | 적혈구용적률, 심전도, 단순흉부방사선사진                                               |
| 출처: Harrison's principles of internal medicine 기타 |                                                                                        |

혈압은 바뀌기 쉽기 때문에, 고혈압 진단은 적어도 2 번 이상 행하는 것이 좋다. 최근 가정 혈압계가 보급되어 있어서, 가정에서 스스로 측정한 혈압 수치가 병원에서 진단한 수치보다 뇌졸중, 심근경색의 예측에 더 유용하다는 조사 결과가 잇달아 보고되고 있다. 가정에서의 정상 혈압 수치는 병원에서의 혈압 수치보다 조금 더 낮기 때문에 가정에서의 혈압에서는 135/80mmHg 이상을 고혈압으로 정의한다. 가정에서는 아침 식사 전에 2번 혈압을 재는 것이 바람직하다.
고혈압은 혈압이 지속적으로 높음에 근거하여 진단한다. 전통적으로, 이러한 검사는 1달 간격으로 혈압계를 측정할 필요가 있다. 고혈압이 있는 이들의 첫 평가에는 완전한 병력과 신체검사가 포함되어야 한다. 24시간 외래 혈압(ambulatory blood pressure)의 모니터가 가능하고 가정에서 혈압 측정기를 사용할 수 있는데, 진찰전 혈압 상승(white coat hypertension)이 있는 환자들을 오진하지 않기 위해 계획서가 바뀌게 되었다. 영국의 경우, 근래의 가장 좋은 예는 외래 측정과 그보다는 이상적이지 않지만 7일간 집에서 혈압을 모니터링하는 것이다. 노인에서의 거짓고혈압 또는 비압축성 동맥 증후군은 숙고가 필요하다. 이러한 상태는 동맥의 석회화에서 비롯된다고 여겨지며, 동맥 내부의 혈압은 정상인 반면 혈압 커프로 재었을 때 비정상적으로 높은 혈압 수치를 나타낸다.
일단 고혈압 진단이 끝난 후에, 의사들은 위험요소와 다른 증상이 있다면 이들을 근거로 근본적인 원인을 알아보려 할 것이다. 이차고혈압은 사춘기 이전의 어린이에게 더 흔하며, 대부분 신장병이 원인이 된다. 원발성 또는 본태고혈압은 청소년에서 더 흔하며, 비만증과 가족의 고혈압 병력을 포함한 여러 위험요소를 갖고 있다. 가능한 이차고혈압의 원인을 알아내고 고혈압이 심장과 눈, 신장에 손상을 주었는지를 밝히기 위해 실험실 검사를 할 수 있다. 보통 추가로 당뇨병과 고 콜레스테롤 수준을 검사하는데, 이는 이들의 상태가 심장병으로 발전하는 위험요소가 될 수 있고, 치료가 필요할 수 있기 때문이다.
신장병이 있는지의 여부를 알아내기 위해 혈청 크레아티닌을 측정하는데, 신장병은 고혈압의 원인이나 결과가 될 수 있다. 혈청 크레아티닌만으로는 사구체여과율을 과대평가할 수 있으며, 최근의 지침에서는 '신장병의 식습관 개선(MDRD)'와 같은 예측 공식을 사용하여 사구체여과율(eGFR)을 추정할 것을 옹호한다. 사구체여과율은 특정 항고혈압제가 신장 기능에 주는 부작용을 추적 관찰하는 데 사용되는 신장 기능의 기준 측정을 제공할 수 있다. 추가로, 소변 샘플에서 단백질을 검사하여 신장병의 2차적인 지표로 사용한다. 심전도(EKG/ECG)를 검사하여 심장이 높은 혈압으로 부담을 받고 있는 흔적을 점검한다. 심전도는 또한 심장 근육에 두꺼워진 부분이 있는지(좌심실비대) 또는 심장이 조용한 심근경색과 같은 사전의 작은 장애를 겪은 적이 있는지를 보여준다. 심장이 커진 흔적이나 손상이 있는지 살피기 위해 단순 흉부 촬영이나 심장초음파상 검사를 실시할 수 있다.

### 성인
| 분류 (JNC7)          | 수축기압 | 수축기압  | 확장기압 | 확장기압  |
| 분류 (JNC7)          | mmHg     | kPa       | mmHg     | kPa       |
| -------------------- | -------- | --------- | -------- | --------- |
| 정상                 | 90~119   | 12~15.9   | 60~79    | 8.0~10.5  |
| 고정상 또는 고혈압   | 120~139  | 16.0~18.5 | 80~89    | 10.7~11.9 |
| 1단계 고혈압         | 140~159  | 18.7~21.2 | 90~99    | 12.0~13.2 |
| 2단계 고혈압         | ≥160     | ≥21.3     | ≥100     | ≥13.3     |
| 고립형 수축성 고혈압 | ≥140     | ≥18.7     | <90      | <12.0     |

만 18세 이상에서는 수축기와 확장기 혈압 측정값이 일반적으로 용인된 값(현재는 수축기 139 mmHg, 확장기 89 mmHg: 오른쪽 표 참고)보다 일관적으로 높은 경우 고혈압이라 한다. 24시간 외래 또는 홈 모니터링으로 측정된 경우에는 낮은 문턱값이 사용된다.(수축기 135 mmHg, 확장기 85 mmHg) 최근의 국제 고혈압 지침은 고혈압의 범위 아래에 새로운 범주를 두어 정상 영역에서의 높은 혈압으로도 위험이 연결됨을 보여주고 있다. 2003년의 JNC7에서는 수축기 120~139 mmHg에/또는 확장기 80~89 mmHg 범위의 혈압을 지칭하여 고혈압전단계로 부르고 있으며, 2007년의 ESH-ESC 지침 (2007)과 2004년의 BHS IV에서는 최적(optimal), 정상, 정상에서 높은 범주를 두어 수축기 140 mmHg에 확장기 90 mmHg 아래의 혈압을 세분하였다. 고혈압은 또한 하위 분류되기도 한다. JNC7에서는 1단계 고혈압, 2단계 고혈압, 고립형 수축성 고혈압을 구분한다. 고립형 수축기 고혈압은 노인들에서 확장기 고혈압은 정상이면서 수축기 혈압은 올라가는 경우를 말한다. 2007년의 ESH-ESC 지침 과 2004년의 BHS IV에서는 추가로 수축기 혈압이 179 mmHg를 초과하거나 확장기 혈압이 109 mmHg를 넘는 사람을 3단계 고혈압으로 정의하기도 한다. 약이 혈압을 정상 수준으로 낮추지 못하면 고혈압이 '내성'이 있는 것으로 분류한다.
8차 JNC 에서는 60세 이상 연령층의 고혈압 기준을 종전의 140/90에서 150/90으로 완화했다.

### 어린이
아기의 고혈압은 대략 0.2에서 3% 정도로 드문 편이며, 건강한 갓난아이의 혈압은 일상적으로 측정되지 않는다. 고혈압은 고위험 신생아에서 더 흔하다. 신생아의 혈압이 정상인지를 결정할 때에는 임신나이, 수태 후 주령(週齡), 출생체중과 같은 다양한 요인들을 고려할 필요가 있다.
고혈압은 만 4세 이상의 어린이와 청소년에 흔히 발생하며,(연령, 성, 인종에 따라 2~9%) 건강이 좋지 않게 되는 장기적 위험에 관련된다. 아동기 혈압은 나이에 따라 상승하며, 어린이에 있어서 고혈압은 3회 이상의 시기에 수축기 또는 확장기 평균 혈압이 어린이의 성, 연령, 키에 적절한 혈압의 95/100 순위보다 높으면 고혈압으로 정의한다. 어린이의 고혈압 여부를 판단하려면 반복적으로 방문, 측정하여 확인해야 한다. 어린이의 수축기 또는 확장기 혈압이 90/100 순위보다 높고 95/100 순위보다 낮으면 고혈압 전 단계(Prehypertension)로 정의한다. 청소년기에는 성인과 동일한 기준으로 고혈압과 고혈압 전 단계를 진단, 분류하도록 제안되어 왔다.
3세 이상 어린이의 고혈압에 있어서 정기점검이 유용한지의 여부는 논란 중이다. 2004년, 미연방 고혈압 교육 프로그램은 3세 이상의 아동은 최소한 매번 건강 관리 방문시 고혈압을 측정할 것을 권고하였다. 또한, 미연방 심장·폐·혈액 연구원과 미국 소아과학회에서도 유사한 권고를 하였다. 어쨌거나, 미국 가정의학회는 증세가 없는 어린이와 청소년의 고혈압 검진이 어느 정도 이익이 되고 해가 되는지를 결정할 만한 증거는 충분하지 않다는 미국 예방 서비스 태스크 포스의 견해를 지지한다.

## 예방
고혈압으로 판명되지 않은 사람들이 상당한 높은 혈압의 질병 부담을 경험한다. 결과적으로, 높은 혈압으로 인한 결과와 항고혈압 약물 요법의 필요성을 줄이기 위해 개체군 전략(population strategy)이 필요하다. 약물 요법을 시작하기 전에, 혈압을 낮추기 위해서는 생활 방식의 변화가 권고된다. 2004년 영국 고혈압 학회의 지침에서는 고혈압의 주요 예방법으로 2002년의 미연방 고혈압 교육 프로그램에서 간단히 설명된 것처럼 다음과 같은 생활 방식 변화를 제안하고 있다.
- 성인에 해당되는 표준 체중을 유지할 것.(예를 들면, 신체용적지수 20~25 kg/m2)
- 식이성 나트륨 섭취를 하루 100 mmol 미만으로 줄일 것.(하루 염화나트륨 6g 미만 또는 나트륨 2.4g 미만)
- 활발한 보행과 같은 규칙적인 신체 활동에 참여할 것.(일주일 중 대부분, 하루 30분 이상)
- 알코올 소비는 남자는 하루 3유닛, 여자는 하루 2유닛을 넘지 않도록 할 것.
- 과일과 야채가 풍부한 식사를 할 것.

효과적인 생활양식 변경은 각각의 항고혈압 약제 만큼 혈압을 낮출 수도 있다. 2가지 이상의 생활양식 변경의 조합으로 더 좋은 결과를 얻을 수 있다.

## 관리, 치료
뇌졸중, 심근 경색 등의 병은 아침 기상 후에 자주 일어나므로, 이른 아침에 고혈압을 관리하는 것이 중요하다.
안내 지침에 따라 식이 요법이나 운동을 실시할 수 있다. 이러한 실시에도 불구하고 140/90mmHg를 넘으면 약물 치료를 시작해야 한다.
- 식사 요법
  - 식염 제한 또는 저염식
- 체중 감량
- 육체적 운동
- 금연
- 약물 요법

### 생활방식의 변경
고혈압 치료의 제1선은 추천한 예방을 위한 생활 방식 변경과 동일하며, 식생활 개선, 육체적 운동, 체중 감량을 포함한다. 이들은 모두 고혈압이 있는 사람의 혈압을 낮추는 데에 상당한 효과가 있다. 이들의 잠재적 유효성은 하나의 약제를 사용하는 것에 비할 수 있다. 혈압이 너무 높아 약을 사용하는 것이 타당한 경우에도 생활방식의 변경은 여전히 약과 함께 권고된다.
저염식과 같은 식생활 변화는 유용하다. 장기(4주 이상) 저염식은 고혈압이 있는 사람과 정상 혈압의 사람 모두에 혈압을 낮추는 효과가 있다. 또한, DASH 식사요법, 견과류, 미정제 곡물, 생선, 가금류 고기, 과일과 야채가 풍부한 식사는 혈압을 낮춘다. 이러한 식습관 개선의 주요 특징은 나트륨의 섭취를 제한하는 것이지만, 식사는 단백질과 더불어 칼륨, 마그네슘이 풍부한 것으로 해야 한다.
심리적 스트레스를 줄이기 위한 다른 프로그램들, 예컨대 생체 자기 제어, 이완 기법, 또는 초월 명상 등이 고혈압을 줄이기 위한 합리적이고 부가적인 치료로 사용될 수 있다. 어쨌거나, 전반적인 효험은 건강 교육보다 그리 크지 않으며, 일반적으로 작은 효과가 입증되었다.

### 약물 치료
현재 총괄하여 강압제로 불리는 여러 종류의 약들을 고혈압 치료에 사용할 수 있다. 약의 사용은 환자의 심장혈관의 측면을 올바르게 파악하기 위해 혈압과 함께 환자의 심혈관계 질환(심근경색과 뇌졸중을 포함하여)을 고려하여야 한다. 가벼운 고혈압(수축기 혈압 160 mmHg 미만, 그리고/또는 확장기 혈압 100 mmHg 미만)이 있고 다른 건강상 문제가 없는 경우는 약물 치료로 사망 위험이나 건강 합병증의 비율이 감소하였음을 뒷받침하는 충분한 증거가 없다. 고혈압 전 단계나 정상의 범위에서 높은 혈압의 사람에는 약물 치료가 권고되지 않는다.
JNC7에서는, 약물 치료가 시작되면 의사가 치료의 반응만을 볼 것이 아니라, 약제에 의한 어떠한 부작용이 있지는 않은지 평가해야 한다고 권고한다. 5 mmHg의 혈압 감소는 뇌졸중의 위험을 34%, 허혈성 심장 질환을 21% 줄일 수 있고, 치매, 심부전, 심혈관 질환으로 인한 사망을 줄일 수 있다. 대부분의 사람들에 있어 혈압을 140/90 mmHg에서 160/100 mmHg보다 낮거나 같게 하도록 권장된다. 낮은 수준의 혈압을 달성하려는 시도는 향상된 결과를 입증하지 못했다. 일부에서는 당뇨나 신장 질환이 있는 사람들에 120/80 mmHg보다 낮은 혈압을 권장한다. 어쨌거나, 이들은 증명되지 않았다. 원하는 혈압에 도달하지 못하면, 고혈압 조절에서 치료의 타성(Therapeutic inertia)이 명확한 장애가 되므로 치료를 바꾸어야 한다.
가장 좋은 1차 약제가 무엇인지는 논란이 되고 있다. 코크레인 콜라보레이션, 세계보건기구, 미국의 지침은 1차 약제로 적은 양의 티아지드를 기본으로 한 이뇨제를 지지한다. 영국의 지침은 55세 이상이거나 고향이 아프리카 또는 카리브해 지역인 경우 1차 약제로 칼슘통로차단제(CCB, calcium channel blocker)를 주로 사용하고, 나이가 어린 경우 앤지오텐신전환효소억제제(ACE-I, angiotensin converting enzyme inhibitor)를 사용할 것을 강조한다. 일본에서는 CCB, ACEI/ARB, 티아지드 이뇨제, 베타차단제, 알파차단제를 포함한 여섯 종류의 약제 중 하나로부터 시작하는 것이 타당하다고 여겨지며, 캐나다와 유럽에서는 알파차단제를 제외한 나머지 중에 선택하도록 권고된다.

#### 약제의 조합
대부분의 사람들은 고혈압을 조절하기 위해 2개 이상의 약제가 필요하다. 수축기 혈압이 160 mmHg를 초과하거나 이완기 혈압이 100 mmHg를 초과하는 사람들에 대하여 미국심장협회에서는 티아지드와 함께 ACEI, ARB 또는 CCB로 시작하도록 권고한다. ACEI와 CCB를 병용하여 사용할 수도 있다.
허용될 수 없는 조합으로는 비(非)디히드로피리딘 칼슘 차단제 (예를 들면 베라파밀이나 딜티아젬)과 베타 차단제, 이중의 레닌 안지오텐신 조직 차단 (예를 들면 안지오텐신 변환효소 억제제 + 안지오텐신 수용체 차단제), 레닌 안지오텐신 조직 차단제와 베타 차단제, 베타 차단제와 중추성 약물 등이 있다. 'ACE 억제제' 또는 '앤지오텐신Ⅱ수용체길항물질', '이뇨제'와 '비스테로이드 항염증제'(선택적 COX-2 억제제와 이부프로펜과 같은 규정되지 않은 약제 포함)의 조합은 가능하면 피해야 하는데, 이는 급성신부전의 위험이 있기 때문이다. 이들 조합은 오스트레일리아의 건강산업에서는 '3중의 위험'으로 알려져 있다.

### 노인
보통 이상의 고혈압을 치료하는 것은 60세 이상의 사람들의 심혈관 질환과 사망률을 줄인다. 80세를 넘은 사람들에 대한 연구는 제한적이나 최근의 보고서에서는 항고혈압성의 치료가 심혈관계 질병과 사망을 줄일 수 있지만, 전체 사망률을 크게 줄이지는 못했다고 결론지었다. 미국에서는 티아지드 이뇨제, CCB, ACEI, 또는 ARB 등이 1차 약제인 경우 혈압의 목표로 <150/90 mm Hg를 권고하며, 개정된 영국의 지침서에서는 칼슘 차단제를 1차 약제로, 목표로서 보행중 또는 가정에서 측정하는 혈압으로 <150/90, 또는 <145/85 mm Hg을 지지한다.

### 내성고혈압
내성고혈압은 서로 다른 종류에 속하는 3가지의 항고혈압 약제를 사용해도 목표한 혈압 이하로 내려가지 않는 고혈압을 말한다. 내성고혈압을 치료하는 지침이 미국과 영국에서 출판되었다. 내성고혈압의 일부는 만성적으로 활발한 자율신경계의 활동이 원인이 될 수 있다고 제안되었는데, 이를 '신경성 고혈압(neurogenic hypertension)'이라고 한다.

## 역학
| 자료 없음 <110 110-220 220-330 330-440 440-550 550-660 | 660-770 770-880 880-990 990-1100 1100-1600 >1600 |

2004년의 10만 명 당 고혈압 심장 질환의 장애보정수명.
자료 없음
<110
110-220
220-330
330-440
440-550
550-660
660-770
770-880
880-990
990-1100
1100-1600
>1600

2000년에는 10억 명에 가까운, 또는 전 세계 성인 인구의 약 26%가 고혈압이었다. 이는 선진국(3억 3천 3백 만)과 저개발국(6억 3천 9백 만) 모두 마찬가지였다. 어쨌든, 비율은 지역에 따라 차이를 보여 인도의 시골에서는 그 비율이 남자가 3.4%, 여자가 6.8%였고, 폴란드에서는 남자가 68.9%, 여자가 72.5%였다. 2013년 유럽에서는 약 30~45%였다.
고혈압은 (갱년기에는 차이가 줄어드는 경향이 있지만) 남성에 더 흔하며, 사회경제적 지위가 낮은 사람들에도 더 많이 발생한다.

### 대한민국의 고혈압
1960년대 초에는 당시 혈압 환자가 8·15 해방 전보다 10배, 한국전쟁 전보다 5배 늘었고, 이는 육식이 많아지고 생활 환경이 복잡해졌기 때문이라고 보도되었다.
1980년대 초 경제기획원에서는 전체 사망원인 중 약 30%가 순환기계 질환에 의한 것이었고, 고혈압에 의한 사망은 15%를 넘었다는 통계 결과를 발표하였다.

## 예후
고혈압은 가장 중요한 예방할 수 있는 전 세계적 조기 사망 위험인자이다. 고혈압은 허혈심장병, 뇌졸중, 말초혈관병,, 기타 심부전, 대동맥류, 광범위 죽상동맥경화증, 폐색전증을 포함한 심장혈관계 질병의 위험을 증가시킨다. 고혈압은 또한 인지 장애, 치매, 만성 신장 질환의 위험인자이다. 다른 합병증으로는 고혈압망막병과 고혈압신장병 등이 있다.

## 같이 보기
- 저혈압